# Leak

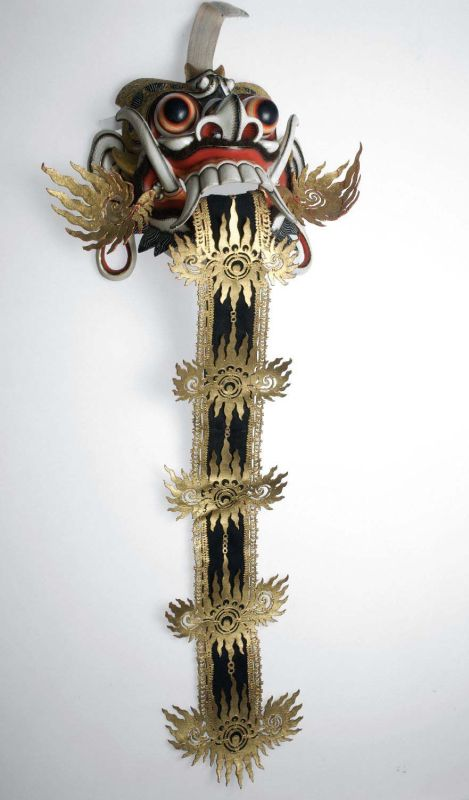
Houten masker voorstellende Rangda met pruik behorende bij een kostuum, collectie Wereldmuseum Amsterdam

Leak is in de Balinese mythologie een kwade heks. De leak kan alleen worden gezien in de avond, door de traditionele jagers. In de middag lijkt het net een normaal mens, 's nachts is de leak in graven op zoek naar organen in het menselijk lichaam (deze gebruikt de leak als magisch ingrediënt). Indien nodig gebruikt de leak de organen van levende mensen. 
Een leak kan veranderen in een tijger, aap, varken of als Rangda (die tevens aanvoerder van andere demonen is). Ook wordt verteld dat de leak vliegt als menselijk hoofd met de organen die nog in het hoofd hangen. De leak vliegt en is op zoek naar zwangere vrouwen, vervolgens zuigt het wezen het bloed van de baby die nog in de baarmoeder zit. Er zijn drie bekende leaken, twee vrouwen en een man. 
Er wordt gezegd dat het leak zelf in varkens of een bal van vuur kan veranderen, terwijl in vorm van de "normale" leak een lange tong en scherpe tanden opvallend zijn. Sommige mensen zeggen dat de leak-magie alleen werkt op het eiland Bali. 
Alleen door onthoofding, en een (voor langere tijd) scheiding van hoofd en romp, kan de leak doodgemaakt worden. 

## Masker
Het masker (een fetisj) van een leak met scherpe tanden en een lange tong wordt soms ook gebruikt als een huisdecoratie.